# スケリドテリウム
スケリドテリウム（Scelidotherium）とは、哺乳類異節目ミロドン科に属する、1500万年前～1万1000年前（中新世中期～後期更新世末期）にかけて栄えた地上性ナマケモノ（ground sloth）の属である。

## 発見
チャールズ・ダーウィンは2度に渡るビーグル号での航海を経てスケリドテリウム、グロッソテリウム、ミロドン、メガテリウムといった4種類の地上性ナマケモノの標本を採取しており、メガテリウム以外はダーウィンが発見者であった。スケリドテリウムの場合はアルゼンチンの海岸が発見場所だった。その後、リチャード・オーウェンによってダーウィンが発見したこれらの3種が命名された。

## 特徴

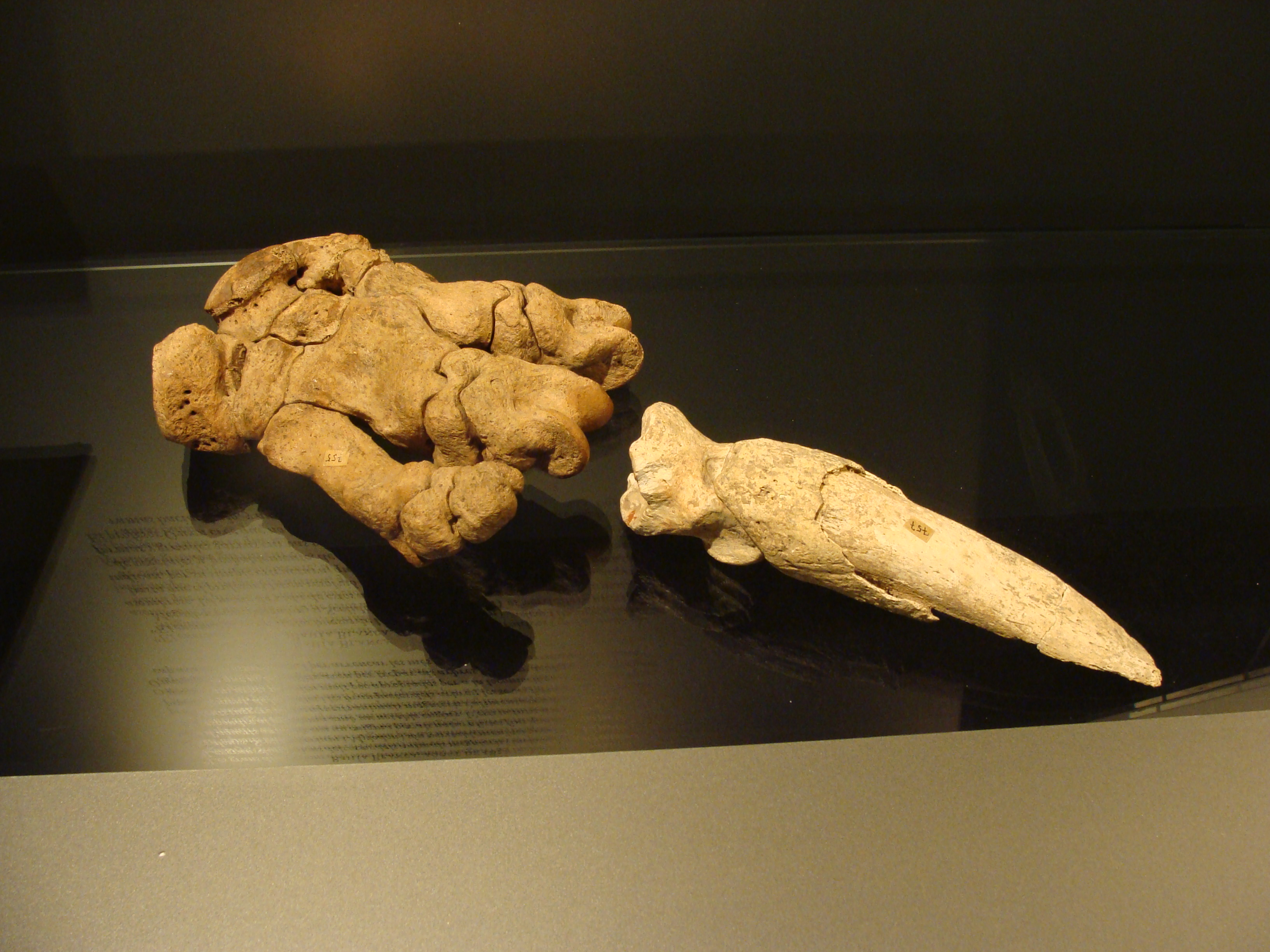
右前肢と爪の化石

ミロドン科（ミロドンやグロッソテリウムなど）は頑丈な前肢とモグラにも似た後肢を用いて地上での生活を送っていた。体高は110センチメートル、体重は500-1,000キログラム程度と推定されており、ミロドン科だけでなく更新世以降の地上性ナマケモノ類全体でも比較的に小柄で華奢であったとされている。
北米大陸にも達したエレモテリウムなどとは異なり、スケリドテリウムの分布は南米大陸に限定されていた。発掘の分布はパンパを中心としたアルゼンチンやウルグアイなどに顕著であった。
選択的な雑食性であった可能性が指摘されているミロドンとは異なり、幅が狭く管状という頭蓋骨の特徴からスケリドテリウムは厳密な草食性であったことが示唆されている。唇は物を掴むのに適した構造（en）をしていた可能性があり、この唇を使って栄養価の高い特定の植生などを選択的に摂取していたと考えられている。
ミロドン科は頑丈な前肢と爪を使って洞窟を掘り、住処とすることで寒さや天敵の影響が限定され育児に適した環境を作り出していたと思われる。S. leptocephalum も同様であり、同種やグロッソテリウムによって形成された可能性がある巨大な洞窟やトンネルがパンパで発見されている。

## 天敵
トクソドンやマクラウケニア同様、捕食者に襲撃されることは少なくなかった。フォルスラコスや有袋類のティラコスミルス、北米から渡ってきたスミロドンなど、天敵は少なくなかった。しかし、約1500万年の間に時代ごとに天敵が存在したため、事実上天敵は少なかったとも言われている。

## 絶滅
後期更新世から完新世にかけた地上性ナマケモノ類の絶滅には、気候変動による環境と植生の変化、急速に拡散した人類による影響、またはそれらが多重作用した可能性が指摘されている。
南米は、北米大陸と陸続きになり、スミロドンなどが南米に進出したころまでは、温暖な背丈の高い草原と森林が広がっていたと考えられており、その後も100万年ほどはそれが続いた。しかし、30万年前ころから急速に砂漠化が進み、氷期になると、背丈の低い、乾燥した草原となってしまい、スケリドテリウムが好んで食べた木の葉などは消滅し、数を減らしていった。
また、マクラウケニアやグリプトドンなども、主食は植物だったため、乾燥化により、多くが枯れてしまい、それによってそれらを主な獲物とするスミロドンも勢力を狭めた。南米には、北米の草原に生息していたシカなどが進出し、それらが縄張を広めて餌場を少なくしたことも絶滅の一因である。スミロドンなどの捕食者も、大型で動きの遅いスケリドテリウムやグリプトドンの絶滅により、獲物を捕らえることが非常に難しくなった。
草原の背丈が低いこともあり、獲物にすぐに気づかれてしまうという弱点もあった。砂漠化を生き残ったのはグリプトドンの一種の、小型化したアルマジロや、シカ程度だった。また、氷期を過ぎると再び気候は温暖になり、熱帯雨林の広がる森林へと変化した。現在も発掘作業が進んでおり、パラグアイなどで発見が進んでいる。